# Leskovcovití
Leskovcovití (Galbulidae) jsou čeleď šplhavců z tropických oblastí Jižní a Střední Ameriky až po Mexiko. Čeleď zahrnuje pět rodů a 18 druhů. Je blízce příbuzná s lenivkovitými (Bucconidae), další čeledí z neotropické oblasti, s níž se společně často vydělují do samostatného řádu Galbuliformes. Jsou to hlavně ptáci nížinatých lesů.

## Taxonomie
Systematika leskovcovitých a lenivkovitých byla částečně sporná, protože některé znaky kostí a svalů naznačovaly, že by mohli být blíže příbuzní se srostloprstými (Coraciiformes). Analýza jaderné DNA z roku 2003 však potvrdila postavení těchto dvou čeledí jakožto sesterské skupiny vůči zbylým šplhavcům. Následná genetická analýza potvrdila, že leskovcovití a lenivkovití jsou sesterskými taxony a řadí se mezi šplhavce.

## Popis
Leskovcovití jsou malí až středně velcí ptáci o délce 14 až 34 cm a hmotnosti 17 až 75 g. Jsou to elegantní ptáci s lesklým peřím, dlouhým zobákem a dlouhým ocasem. Svým vzhledem a chováním připomínají starosvětské vlhovité. Nohy jsou krátké a slabé, chodidla jsou zygodaktylní (dva prsty směřují dopředu, dva dozadu). Peří je často světlé, s duhovými odlesky, i když u několika druhů je poměrně matné. Obě pohlaví se ve zbarvení mírně liší, samci mají často na hrudi bílou skvrnu.

## Chování

### Potrava
Leskovcovití jsou hmyzožravci, kteří se živí nejrůznějším hmyzem (mnozí se specializují na motýly a můry). Loví ve vzduchu, přičemž provádějí výpady na kořist z vyvýšených hřadů. Od ostatních zástupců čeledi se z tohoto pohledu odlišuje leskovec velký (Jacamerops aureus), jenž potravu spíše sbírá, přičemž se soustředí i na některé obratlovce, jako jsou ještěrky.

### Rozmnožování
Rozmnožování leskovcovitých nebylo podrobně studováno. Leskovcovití jsou patrně monogamní, i když u několika druhů se může objevovat jistá kooperace, kdy se několik dospělých jedinců dělí o hnízdní povinnosti. Ptáci hnízdí v zemních norách, případně v termitištích. Druhy hnízdící na zemi obvykle volí lokality na březích řek, eventuálně v půdě zpevněné kořeny padlých stromů. Leskovcovití někdy mohou hnízdit ve volných koloniích. Snůška činí jedno až čtyři vejce. Inkubace se účastní oba rodiče. O inkubační době většiny druhů je známo jen málo dat, u leskovce neotropického (Galbula ruficauda) trvá 19 až 26 dní. Mláďata se klubou s prachovým peřím, což je mezi šplhavci unikátní.